# Изо (фильм)
Изо — японский сюрреалистический фильм ужасов 2004 года режиссёра Такаси Миике. Главный герой фильма — Изо Окада (1832–1865), самурай и убийца Японии XIX века, которого пытали и казнили через обезглавливание в Тосе.
Персонаж Изо ранее появлялся в фильме Хидэо Госи «Убийца» (1969), в исполнении Синтаро Кацу. Однако в своем фильме Миике выходит за рамки обычного нарратива, представляя сюжет в виде сюрреалистичного противостояния Изо в загробной жизни. Действие также прерывается кадрами хроники в сопровождении эйсид-фолк-певца Казуки Томокавы на гитаре. Казуя Накаяма играет Изо, также актерский состав фильма включает Такеши Китано и Боба Саппа.

## В ролях
- Казуя Накаяма в роли Окады Изо
- Каори Момои
- Рюхэй Мацуда
- Рёсуке Мики в роли Хампейты Такечи
- Юя Учида в роли Духа
- Масуми Окада в роли политика
- Хироки Мацуката
- Хироши Кацуно в роли самурая
- Масато в роли самурая
- Боб Сапп в роли Монаха
- Такеши Цезарь в роли самурая
- Такеши Китано в роли премьер-министра
- Дайдзиро Харада в роли судьи
- Ренджи Исибаши в роли самурая
- Микки Кертис в роли Монаха
- Казуки Томокава
- Тайсаку Акино
- Хироюки Нагато в роли Старейшины
- Сусуму Терадзима
- Сабуро Шинода
- Кен Огата
- Джо Яманака

## Награды
«Изо» был удостоен приз за лучшие спецэффекты на кинофестивале в Ситжесе (испанский международный фестиваль, специализирующийся на фильмах жанра фэнтези и ужасах).